# José Lucas
José Lucas Ruiz (Cieza, Murcia, 14 de noviembre de 1945- Madrid, 23 de octubre de 2023) fue un pintor español.

## Biografía
Se inició en el mundo artístico a los 11 años. Recibió las primeras clases de dibujo del escultor Juan Solano en la academia local de su pueblo. Continuó su formación en la Escuela de Artes y Oficios de Murcia y desde 1969 fijó su residencia en Madrid, matriculándose en el Círculo de Bellas Artes y en la Academia de Bellas Artes de San Fernando. Trabó amistad con los principales pintores, escritores y poetas del momento. Durante un año residió como becario en Alemania, donde entró en contacto directo con el expresionismo abstracto, cuyas enseñanzas, junto a las de expresionistas españoles como Luis García-Ochoa Ibáñez y Francisco Mateos se reflejaron en su obra. 
Recibió numerosos premios de pintura y realizó un número importante de exposiciones, así como diversos murales monumentales. Sus obras parten de un planteamiento personal y libre y se caracterizan por estar realizadas con un trazo enérgico y rotundo y por utilizar una paleta de violentos colores y técnicas de gran variedad (collage, óleo, dibujo, técnica mixta). Realizó la portada del libro Historia del eremita, de su paisano Miguel Espinosa.
Murió tras sufrir un accidente cuando restauraba sus murales en la estación de Chamartín de Madrid.
Fue padre del poeta y periodista Antonio Lucas.

## Obra pictórica
- Aire más allá del viento (Sala El Martillo de Murcia, 1991)
- Arquitectura del humo (Caja de Ahorros del Mediterráneo, Alicante, 1993)
- Homenaje a Luis Buñuel (Galería Biosca, 1995)
- Retablo de la lujuria (Palacio del Almudí, Murcia, 2001)
- Minotauro (Centro Cultural Conde Duque, Sala de las Bóvedas, Oct. 2005-En. 2006)

## Obra escultórica
- Arquitectura de agua en el embalse de Santomera (Murcia)
- Viento y Luna en Alhama de Murcia
- Carroza Marte en Ciudad de Murcia

## Murales
- Paseo de Cieza (Murcia)
- Asamblea Regional de la Comunidad Autónoma de Murcia (con sede en Cartagena)
- Estación de RENFE en Murcia
- Sede de la Confederación Hidrográfica del Segura en Murcia (Palacio Fontes)
- Estación de RENFE de Chamartín en Madrid
- Factoría de Industrias Cárnicas El Pozo en Alhama de Murcia

## Premios
- Premio Nacional de Pintura Ciudad de Cartagena (1975).
- Premio Nacional de Pintura Adaja en Ávila (1976).
- Premio Nacional de Pintura Francisco Gil en Salamanca (1976).
- Premio de Pintura en la IV Bienal Internacional de Arte en Marbella (1976).
- Premio Nacional de Pintura Ciudad de Murcia (1977).
- Mención honorífica con Medalla de la Exposición Nacional de la Cámara de Comercio e Industria de Madrid (1982).